# Burg Rożnów

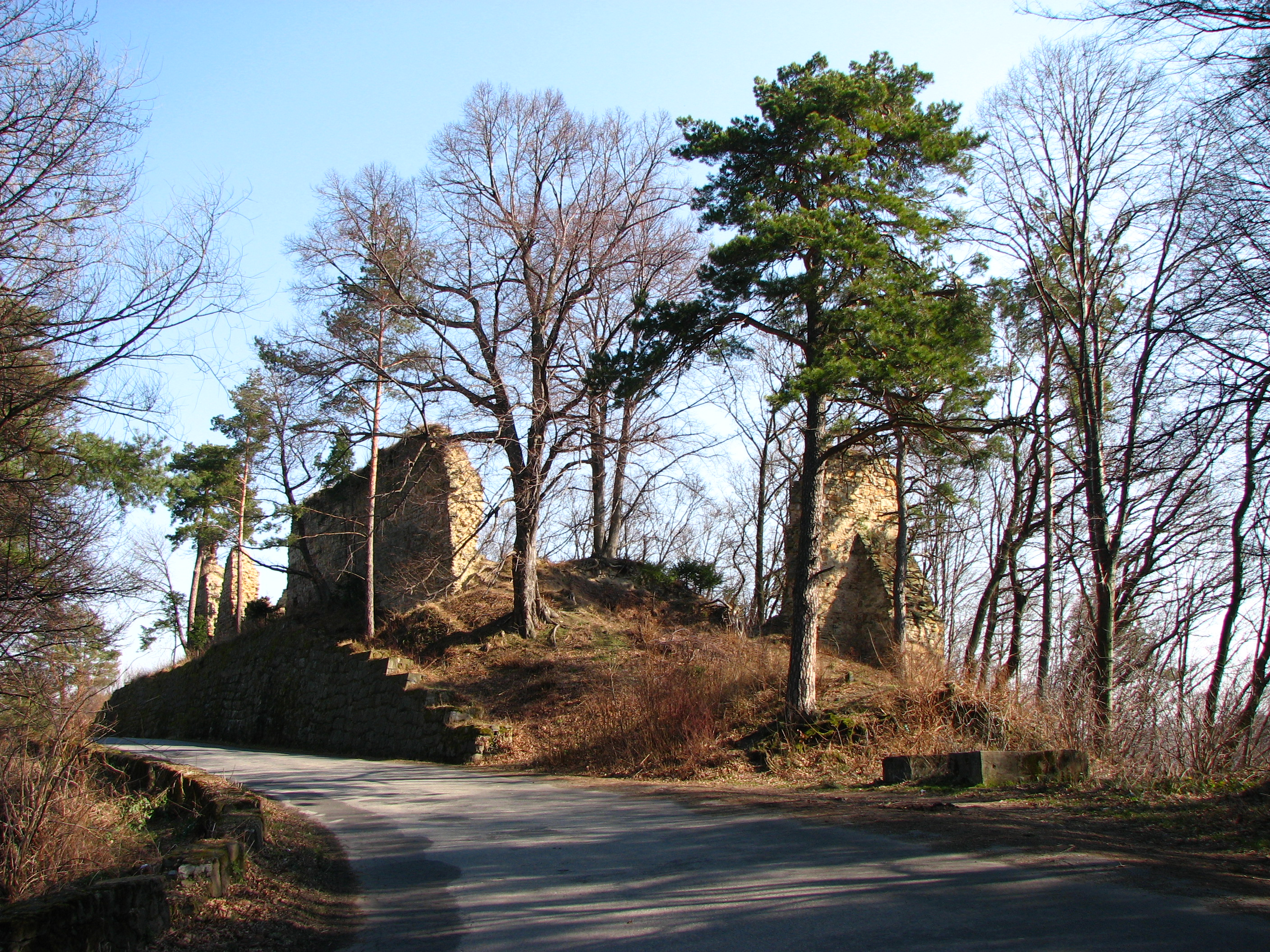
Burg Rożnów

Die Burg Rożnów (polnisch Zamek w Rożnowie) ist eine Burgruine, die in Rożnów bei Gródek nad Dunajcem in der polnischen Woiwodschaft Kleinpolen am Fluss Dunajec im Gebirgszug der Beskiden Rożnów-Gebirge liegt. Sie zählt zu den Dunajec-Burgen, die die mittelalterliche Handelsstraße vom Königreich Polen nach Oberungarn entlang des Dunajec und Poprads bewachten. 

## Geschichte
Die Gryfici errichteten hier im 13. Jahrhundert einen Bergfried. Zur Regierungszeit des Königs Kasimir des Großen im 14. Jahrhundert wurde die Burg ausgebaut. 1408 erwarb der Erzbischof von Gnesen Mikołaj Kurowski die Burg und vermachte sie seinem Bruder Piotr Kurowski. 1425 verpfändete Letzterer die Burg an den Ritter Zawisza Czarny, der sie seiner Witwe und seinen Söhnen vererbte. Sie ging durch Heirat und Mitgift Ende des 15. Jahrhunderts an die Tarnowski. Im 16. Jahrhundert waren unter anderem Jan Amor Tarnowski, der die Unterburg im Renaissance-Stil ausbauen ließ, und später Konstanty Wasyl Ostrogski Eigentümer der Burg. Ab dem 17. Jahrhundert wurde die Burg verlassen, jedoch zunächst noch weiter als Kirche der Polnischen Brüder genutzt. Seither war die Ruine dem Verfall preisgegeben und wurde von den Anwohnern als Steinbruch genutzt. Im 19. Jahrhundert befand sich hier eine Schnapsbrennerei. 1961 wurde die Ruine gesichert. 